# Hoovinahalli, Channarayapatna
Hoovinahalli là một làng thuộc tehsil Channarayapatna, huyện Hassan, bang Karnataka, Ấn Độ.